# Індра (село)
Індра (ест. Indra) — село в Естонії, входить до складу волості Вастселійна, повіту Вирумаа.